# Fabio Pallavicini
Fabio Pallavicini (Genova, 20 gennaio 1795 – 12 giugno 1872) è stato un diplomatico e politico italiano.